# Fluorur de magnesi
El fluorur de magnesi, MgF₂, és un compost iònic format per la unió de cations magnesi, Mg2+ i anions fluorur, F-. Es presenta en forma de cristalls blancs. A la naturalesa es troba formant el mineral sellaïta. Cristal·litza en el sistema tetragonal (rútil) i és birrefringent (índex de refracció a 500 nm: no = 1,37397, ne = 1,3916).
L'obtenció del fluorur de magnesi es realitza a partir del clorur de magnesi per tractament amb àcid fluorhídric:
MgCl₂ + 2 HF → MgF₂ + 2 HCl

## Aplicacions

### Òptica
El fluorur de magnesi és transparent en un ample interval de longituds d'ona, des de 0,120 μm (ultraviolat) fins a 8,0 μm (infraroig), passant pel visible. Per això s'empra en la fabricació de prismes i lents per a instruments òptics. El MgF₂ monocristal·lí s'empra entre 0,13 i 7 μm en la fabricació de làsers i en aplicacions espacials (intruments de satèl·lits…). El MgF₂ policristal·lí s'empra entre 1,5 i 7 μm en la fabricació de caps de míssils. Petites capes de MgF₂ es dipositen també damunt superfícies transparents d'elements òptics (lents…) com a part dels sistemes antireflectants, la qual cosa permet augmentar el contrast i la definició de les imatges obtingudes amb els telescopis, prismàtics, microscopis, etc.

### Indústria
També s'utilitza en l'electròlisi de l'alumini, en la fabricació de ceràmiques, en la fabricació de circuits integrats d'electrònica, etc.